# Amdihal, Lingsugur
Amdihal là một làng thuộc tehsil Lingsugur, huyện Raichur, bang Karnataka, Ấn Độ.